# La bella società
La bella società è un film del 2010 diretto da Gian Paolo Cugno, con Raoul Bova, Maria Grazia Cucinotta, Giancarlo Giannini, Enrico Lo Verso e Simona Borioni.
Nel film, sostenuto dalla Sicilia Film Commission, recita in una piccola parte il senatore ennese Vladimiro Crisafulli.
È ambientato tra la Sicilia e Torino.

## Trama
Sicilia, dagli anni sessanta agli anni ottanta; Romolo è un impresario cinematografico che si innamora della bella vedova Maria, la quale ha due figli, Giuseppe e Giorgio, entrambi gelosi di lei ma anche l'anziano farmacista del paese Antonio Guarrasi è innamorato della donna. L'amico più caro di Giuseppe e Giorgio è Nello Guarrasi, un ricco studente fuori corso. Nel destino dei personaggi arriva prima un incidente con la polvere da sparo mentre i fratelli Giuseppe e Giorgio preparano delle cartucce per andare a caccia, provocando la morte di Romolo, poi un viaggio della speranza dei due fratelli per far riacquistare la vista a uno dei fratelli rimasto ferito dall'esplosione ma l'Italia sta vivendo gli “anni di piombo”, ed, a Torino, una donna in fuga, testimone di un attentato terroristico, cambierà la vita dei due.

## Ambientazione
Nel film non viene mai menzionato il nome del paese dei protagonisti. Le riprese sono avvenute nella Sicilia centrale, comprendendo zone significative, comuni e piccoli borghi, tra cui Aidone, Enna, Calascibetta, Leonforte,  Diga Nicoletti e la stazione di Enna.